# 1995-ös konföderációs kupa (keretek)
A következő lista tartalmazza a Szaúd-Arábiában rendezett, 1995-ös konföderációs kupán részt vevő nemzeteinek játékoskereteit. A tornát 1995. január 6-a és 13-a között rendezték.

## A csoport

### Dánia
Szövetségi kapitány: Richard Møller Nielsen
| Szám | Poszt | Név                 | Születési dátum (Kor)          | Vál. | Klub            |
| ---- | ----- | ------------------- | ------------------------------ | ---- | --------------- |
| 1    | K     | Peter Kjær          | 1965. november 5. (29 évesen)  | 0    | Silkeborg       |
| 2    | V     | Jakob Friis-Hansen  | 1967. március 6. (27 évesen)   | 13   | Lille           |
| 3    | V     | Marc Rieper         | 1968. június 5. (26 évesen)    | 24   | West Ham United |
| 4    | V     | Jes Høgh            | 1966. május 7. (28 évesen)     | 9    | Aalborg BK      |
| 5    | V     | Jens Risager        | 1971. április 9. (23 évesen)   | 2    | Brøndby         |
| 6    | V     | Michael Schjønberg  | 1967. január 19. (27 évesen)   | 0    | Odense          |
| 7    | KP    | Brian Steen Nielsen | 1968. december 28. (26 évesen) | 21   | Fenerbahçe      |
| 8    | KP    | Johnny Hansen       | 1966. július 11. (28 évesen)   | 2    | Odense          |
| 9    | CS    | Mark Strudal        | 1968. április 29. (26 évesen)  | 8    | Brøndby         |
| 10   | KP    | Michael Laudrup     | 1964. június 15. (30 évesen)   | 76   | Real Madrid     |
| 11   | CS    | Brian Laudrup       | 1969. február 22. (25 évesen)  | 52   | Rangers         |
| 12   | V     | Jacob Laursen       | 1971. október 6. (23 évesen)   | 0    | Silkeborg       |
| 13   | KP    | Jesper Kristensen   | 1971. október 9. (23 évesen)   | 1    | Brøndby         |
| 14   | KP    | Morten Wieghorst    | 1971. február 25. (23 évesen)  | 1    | Dundee          |
| 15   | V     | Carsten Hemmingsen  | 1970. december 18. (24 évesen) | 0    | Odense          |
| 16   | K     | Lars Høgh           | 1959. január 14. (35 évesen)   | 6    | Odense          |
| 17   | CS    | Peter Rasmussen     | 1967. május 16. (27 évesen)    | 1    | Aalborg BK      |
| 18   | CS    | Bo Hansen           | 1972. június 16. (22 évesen)   | 0    | Brøndby         |
| 20   | K     | Mogens Krogh        | 1963. október 31. (31 évesen)  | 2    | Brøndby         |